# AaaI
AaaI – enzym, endonukleaza restrykcyjna typu II, wyizolowana po raz pierwszy w 1988 roku ze szczepu Acetobacter aceti .
W biologii molekularnej enzym AaaI jest używany jako restrykcyjny. Przy cięciu DNA tworzy końce lepkie. Rozpoznawana i cięta przez enzym jest palindromowa sekwencja 5'-C▼GGCCG-3' (nić komplementarna 3'-GCCGG▲C-5').
Największą aktywność wykazuje w pH 8,5 i temperaturze 37 °C, w obecności chlorku sodu. 
Izoschizomerami AaaI są m.in. XmalII wyizolowany z Xanthomonas malvacaerum oraz Eco52I z Escherichia coli.